# One After 909
«One After 909» (иногда упоминается под названием «The One After 909», с англ. — «Поезд, следующий за отправляющимся в 9:09») — песня группы «Битлз», вышедшая на альбоме Let It Be. Песня была написана в основном Джоном Ленноном при небольшом участии Пола Маккартни (авторство приписано им обоим) и является одной из самых первых совместных композиций этих авторов (песня была написана ещё в 1957 году). Версия песни, вошедшая в альбом, была записана во время живого концерта группы на крыше «Apple Studios» 30 января 1969 года, хотя попытки записать эту песню предпринимались и раньше, в связи с чем существует множество различных вариантов песни.

## История песни
Песня была написана в 1957 году; основным автором был Джон Леннон. В 1980 году Леннон изложил историю песни следующим образом: «Это я написал, когда мне было около семнадцати. Я жил в доме номер 9 по Ньюкасл-роуд. Я родился девятого октября, девятого месяца [sic!]. Это число просто преследует меня повсюду, однако, нумерологически, я, очевидно, номер шесть или три, или что-то подобное, но всё это — части девятки».
По словам Маккартни, «Это — не выдающаяся песня, но я её очень люблю, так как она дарит мне прекрасные воспоминания о том, как Джон и я пытались написать блюзовую песню на железнодорожную тематику. В то время было много подобных песен, как например, „Midnight Special“, „Freight Train“, „Rock Island Line“ — вот к ним и добавилась „One After 909“. Она [героиня песни] села не на поезд, отправляющийся в 9:09, а на следующий».

## Запись песни
Существует несколько «неофициальных» записей песни, в частности — две записи времён существования группы The Quarrymen (датируемые 1960-м годом); одна из этих записей была включена в документальный сериал «The Beatles Anthology». Кроме того, сохранилось две записи живого исполнения песни, сделанные в 1962 году во время репетиций в Каверн-клубе.
5 марта 1963 года группа работала в студии «Эбби Роуд» над своим третьим синглом «From Me to You». После того, как заглавная композиция и сторона «Б» («Thank You Girl») были записаны, группа решила записать ещё две оригинальных песни Леннона и Маккартни — «One After 909» и «What Goes On», хотя времени хватило лишь на первую. Было записано четыре дубля, однако лишь один из них был полным. В итоге участники группы остались неудовлетворены результатом, и данная запись (вместе с одним неполным дублем) была опубликована лишь в 1995 году на альбоме-сборнике Anthology 1.
Шесть лет спустя, во время студийных сессий, посвящённых альбому Let It Be, группа вернулась к этой песне (с участием Билли Престона на клавишных). В течение нескольких дней (22-е, 24-е, 28 января 1969 года) было записано несколько вариантов песни, однако версия, вошедшая в итоге как в альбом, так и в одноимённый фильм, была записана во время «живого» выступления группы на крыше студии «Apple Studios», которое состоялось 30 января. В конце песни Джон Леннон напевает первую строчку одного из вариантов традиционной песни «Danny Boy» («Oh, danny boy, the old savannah calling»). Финальный микс песни, основанный на записи этого выступления, был подготовлен Филом Спектором 23 марта 1970 года.
Кроме этой версии продюсером и звукорежиссёром Глином Джонсом было подготовлено ещё два микса песни (в 1969 и 1970 годах), но ни один из них не был опубликован. Ещё один ремикс песни вошёл в альбом Let It Be… Naked (2003).
В записи участвовали:
- Джон Леннон — основной вокал, ритм-гитара
- Пол Маккартни — подголоски, бас-гитара
- Джордж Харрисон — соло-гитара
- Ринго Старр — ударные
- Билли Престон — электрическое пианино

## Кавер-версии
Песня неоднократно перепевалась многими исполнителями. Из наиболее известных можно упомянуть кавер-версии Рики Нельсона, словенской группы Laibach, Вилли Нельсона, Хелен Редди и американской группы The Smithereens.